# مارجريت سانجر
مارجريت سانجر (بالإنجليزية: Margaret Sanger)‏ (م:14 سبتمبر 1879 –و: 6 سبتمبر 1966) ناشطة وممرضة أمريكية اشتهرت بتحديد النسل، افتتحت أول عيادة تحديد النسل في الولايات المتحدة الأمريكية، وإنشاء المنظمات التي تطورت إلى «الاتحاد الدولي لتنظيم الأسرة في أمريكا».وقد ساهمت جهود سانجر في العديد من الحالات القضائية التي ساعدت في إضفاء الشرعية على وسائل منع الحمل في الولايات المتحدة

## السيرة الشخصية
ولدت مارجريت لويز هيغينز في عام 1879 في كورنينغ، نيويورك لمايكل هيغينز هينيسي، وهو نحات حجارة أيرلندي المولد وآن بورسيل هيغنز، والدها هاجر إلى كندا عندما كان طفلا بسبب مجاعة البطاطا التي أصابت إيرلندا مابين (1845-1852)، وقد هاجر والدها في 14 من عمره إلى الولايات المتحدة للعمل في الجيش الأمريكي خلال الحرب الأهلية، على الرغم من انه اضطر للانتظار حتى أصبح عمره خمسة عشر للخدمة حيث كان لاعب الدرامز لاعب الدرامز [الإنجليزية]. بعد مغادرة الجيش درس الطب وعلم الفراسة، ولكنه اختار في النهاية أن يصبح قاطع الحجارة

كانت سانجر السادسة من بين إحدى عشرة طفل، وقد قضت الكثير من شبابها في المساعدة في الأعمال المنزلية ورعاية الأشقاء الأصغر منها خصوصا بعد وفاة والدتها عام 1899 بسبب السل وسرطان عنق الرحم. بدعم من شقيقتيها الأكبر سنا، تابعت مارجريت هيغينز دراستها بكلية كلافيراك ومعهد نهر هدسون، ثم التحقت في عام 1900 بمستشفى وايت بلينز بوصفها ممرضة تحت الاختبار. وفي عام 1902 تزوجت من المهندس المعماري وليام سانجر وهو نفس العام الذي انتهت من تدريبها الرسمي كممرضة.
استخدمت سانجر كتاباتها وخطبها في المقام الأول لتعزيز طريقة تفكيرها. حوكمت بسبب كتابها بعنوان «قيود الأسرة» بموجب قانون كومستوك في عام 1914. دفعها خوفها للهروب إلى بريطانيا حتى تأكدت من عدم خطورة عودتها إلى الولايات المتحدة. ساهمت جهود سانجر في العديد من الدعاوى القضائية التي ساعدت في وضع وسائل منع الحمل في الولايات المتحدة تحت جناح القانون. تعرضت سانجر للنقد الكثير والمتكرر من قبل معارضي الإجهاض نظرًا لارتباطها بتنظيم الأسرة ولدعمها لتحسين النسل. ميزت سانجر بين تحديد النسل والإجهاض وعارضت الإجهاض خلال معظم حياتها المهنية. لطالما كانت سانجر شخصية محبوبة في حركة الحقوق الإنجابية الأمريكية.
افتتحت سانجر أول عيادة لتحديد النسل في الولايات المتحدة في عام 1916. أدى ذلك إلى اعتقالها بتهمة توزيعها معلومات عن وسائل منع الحمل بعد أن اشترت شرطية مموهة بشخصية مدنية نسخة من كتيبها عن تنظيم الأسرة. أثارت محاكمتها وإداناتها اللاحقة جدلًا كبيرًا. شعرت سانجر أنه يجب على المرأة أن تكون قادرة على تحديد وقت إنجابها للأطفال من أجل التمتع بالمساواة في المجتمع وعيش حياة صحية أكثر. أرادت أيضًا منع ما يسمى بإجهاض الزقاق الخلفي، والذي كان شائعًا في ذلك الوقت بسبب عدم شرعية عمليات الإجهاض في الولايات المتحدة. بررت سانجر الإجهاض في بعض الأحيان، ولكنها شجعت على تجنبه واستبداله بوسائل منع الحمل.
أسست سانجر الرابطة الأمريكية لتحديد النسل في عام 1921 (والتي أصبحت في ما بعد اتحاد تنظيم الأسرة في أمريكا). أسست أول عيادة لتحديد النسل لا يعمل بها إلا الطبيبات في مدينة نيويورك، وعيادة في حي هارلم في نيويورك مع مجلس استشاري أمريكي من أصل أفريقي. شكلت اللجنة الوطنية للتشريع الفدرالي لتحديد النسل في عام 1929. كانت اللجنة بمثابة نقطة محورية للجهود التي بذلتها بهدف الضغط لإضفاء الشرعية على وسائل منع الحمل في الولايات المتحدة. شغلت سانجر منصب رئيس الاتحاد الدولي لتنظيم الأسرة من عام 1952 إلى عام 1959. توفيت في عام 1966 وتعتبر الآن مؤسسة الحركة الحديثة لتحديد النسل.

## الحياة

### حياة سابقة
تلقت سانجر الدعم من قبل شقيقتيها الأكبر سنًا للالتحاق بكلية كلافيراك ومعهد هدسون ريفر قبل التحاقها في مستشفى وايت بلينز كممرضة مراقبة في عام 1900. تزوجت من المهندس المعماري وليام سانجر في عام 1902 وتخلت عن تعليمها.

### حركة تحديد النسل
كان لدى بعض الدول في شمال غرب أوروبا سياسات أكثر تحررًا تجاه وسائل منع الحمل من الولايات المتحدة في ذلك الوقت. زارت سانجر عيادة تحديد النسل الهولندية في عام 1915، وعلمت عن الغشاء الحاجز واقتنعت بأنها وسيلة أكثر فعالية لمنع الحمل من التحاميل ومنتجات الدش المهبلي التي كانت توزعها في الولايات المتحدة. لم تكن الأغشية الحاجزة متوفرة عمومًا في الولايات المتحدة، فبدأت سانجر مع العديد من محددي النسل في استيرادها من أوروبا متحدين قانون الولايات المتحدة.
افتتحت سانجر عيادة لتنظيم الأسرة وتحديد النسل في شارع 46 أمبوي في حي براونزفيل في بروكلين في 16 أكتوبر في عام 1916، وهي الأولى من نوعها في الولايات المتحدة. اعتُقلت سانجر بعد تسعة أيام من افتتاح العيادة. حُددت كفالة سانجر بمبلغ قيمته 500 دولار وخرجت من السجن. استمرت سانجر في رؤية بعض النساء في العيادة حتى قبضت عليها الشرطة للمرة الثانية. ألقي القبض على سانجر وشقيقتها إثيل بيرن في هذه المرة لخرقهما قانون ولاية نيويورك الذي يحظر توزيع وسائل منع الحمل، واتُهمت سانجر أيضًا بكونها مصدرًا للإزعاج العام.
ذهب كل من سانجر وبيرن للمحاكمة في يناير في عام 1917. أدانت المحكمة بيرن وحُكم عليها بالسجن لمدة 30 يومًا في الإصلاحية لكنها أضربت عن الطعام. أطعمت عاملات السجن بيرن بالقوة، وأصبحت أول امرأة تُضرب عن الطعام في الولايات المتحدة وتُعامل على هذا النحو. تعهدت سانجر بعدم انتهاك بيرن للقانون أبداً، فأُعفي عنها بعد عشرة أيام. بدأت سانجر بنشر المجلة الشهرية الدورية لتحديد النسل في فبراير في عام 1917.

### الموت
توفيت سانجر بسبب قصور القلب الاحتقاني في عام 1966 في توكسون في ولاية أريزونا عندما كان عمرها 86 سنة، وذلك بعد حوالي عام من قضية المحكمة العليا الأمريكية بين جريسوولد وكونيتيكت التي أقرت تحديد النسل في الولايات المتحدة. دُفنت سانجر في فيشكيل في نيويورك بجوار أختها نان هيغينز وزوجها الثاني نوح سلي.

## الآراء

### الجنسانية
قرأت سانجر أثناء بحثها عن معلومات حول وسائل منع الحمل أطروحات مختلفة حول الجنسانية بما في ذلك كتاب علم النفس الجنسي من قبل عالم النفس الإنجليزي هافلوك إليس وتأثرت به بشدة. قابلت سانجر الكاتب هافلوك إليس أثناء تواجدها في أوروبا في عام 1914. تأثرت بإليس وتبنت مفهومه عن الجنسانية باعتبارها قوة متحررة قوية. شكل هذا الرأي نقطة جدلية أخرى لصالح تحديد النسل لأنه سيمكن النساء من التمتع الكامل بعلاقات جنسية دون خوف من الحمل غير المرغوب فيه. اعتقدت سانجر أيضًا أنه ينبغي مناقشة الحياة الجنسية بشكل واضح إلى جانب قضية تحديد النسل، وأشادت بإليس لجهوده في هذا النقاش، وألقت باللوم على المسيحية في قمعه.

### حرية التعبير
نشأت سانجر في منزل يقدر الخطيب وكاتب العصر الذهبي لحرية التعبير روبرت إنجرسول، فأدى ذلك إلى معارضتها للرقابة طوال فترة حياتها المهنية. نظرت سانجر خلال السنوات الأولى من نشاطها الاجتماعي إلى تحديد النسل في المقام الأول على أنه مسألة مرتبطة بحرية التعبير وليس كقضية نسوية، وبدأت النشر في موقع ذا وومان ريبيل في عام 1914 بهدف صريح يتمثل في إثارة تحدٍّ قانوني لقوانين كومستوك التي تحظر نشر معلومات عن وسائل منع الحمل. قدمت إيما غولدمان سانجر لأعضاء رابطة حرية التعبير مثل إدوارد بليس فوت وتيودور شرودر في نيويورك، فقدمت الرابطة -نتيجة لهذا اللقاء- التمويل والمشورة لمساعدة سانجر في المعارك القانونية.

### الإجهاض
عارضت مارجريت سانجر الإجهاض وميزته بشدة عن تحديد النسل ظنًا أن الأخير هو حق أساسي للمرأة والأول هو جريمة مخزية. استخدمت سانجر خطابًا قاسيًا ضد الإجهاض في الفترة التي أنشأت بها أول عيادة لتحديد نسل لها في عام 1916. وزعت سانجر العديد من النشرات على النساء في جميع العواصم وحثّتهم على عدم الإجهاض باستخدام الشعار «لا تقتل ولا تسلب الحياة بل امنع». أُخبر حوالي 155 شخصًا من مرضى سانجر في ذلك الوقت أن الإجهاض هو طريقة خاطئة، وأنه يقع تحت مسمى سلب الحياة بغض النظر عن الوقت الذي يحصل به، وإن وسائل منع الحمل هذه هي الطريقة الأفضل والأكثر أمانًا. أبعدت سانجر نفسها باستمرار عن الدعوات التي تنادي بقانونية الإجهاض بحجة إلغاء الاستخدام القانوني لوسائل منع الحمل للحاجة إلى الإجهاض. زعمت آن هيبنر كوبليتز أن موقف سانجر المناهض للإجهاض ساهم في زيادة وصم الإجهاض وأعاق نمو حركة الحقوق الإنجابية الأوسع.
أدانت سانجر الإجهاض كوسيلة لتحديد الأسرة، ولكنها لم تعارض الإجهاض المقصود منه إنقاذ حياة المرأة. أصدرت تعليماتها إلى مكتب الأبحاث السريرية للبدء في إحالة المرضى إلى المستشفيات لإجراء عمليات الإجهاض العلاجي بعد الفحص الطبي في عام 1932. نادت أيضًا بتحديد النسل للوقاية بشكل أساسي من حالات الحمل التي تحتاج إلى إجراء إجهاض علاجي.

## روابط خارجية
- مارجريت سانجر على موقع IMDb (الإنجليزية)
- مارجريت سانجر على موقع الموسوعة البريطانية (الإنجليزية)
- مارجريت سانجر على موقع إن إن دي بي (الإنجليزية)